# Samoana cramptoni
Samoana cramptoni е вид сухоземно коремоного от семейство Partulidae. Видът е критично застрашен от изчезване.

## Разпространение
Видът е ендемичен за остров Еуа, Тонга.